# タイムパイロット
『タイムパイロット』 (Time Pilot) は、1982年11月にコナミから発売された業務用多方向スクロールシューティングゲーム。
タイムスリップが可能な自機を操作して、5つの時代をまたがり、次々と襲いかかる敵戦闘機を撃破していく縦画面全方向任意スクロール
のシューティングゲームである。当時高度な技術であった、自機を中心に360°の任意スクロールを可能としており、ショットが途切れずに連射可能な自機と相まって爽快感がある。本作の稼動当時の人気は高く、『スペースパイロット』（Space Pilot）といった模造コピー基板も数多く出回っていた。
開発はコナミ開発部が行い、後にカプコンに移籍し『ファイナルファイト』（1989年）や『ストリートファイターII』（1991年）などのヒット作品を手掛けた岡本吉起がゲーム制作を担当、岡本と同じくカプコンに移籍し『魔界村』（1985年）に登場する「レッド・アリーマー」の名前の由来となった有馬俊夫がプログラムを担当、音楽は『ジャイラス』（1983年）を手掛けた井上正廣が担当している。
1983年に北米においてコレコビジョン、Atari 2600に移植された他、日本ではMSXに移植された。2002年には携帯電話ゲームとして配信された。アーケード版は後にPlayStation用ソフト『コナミ80'sアーケードギャラリー』（1999年）、ゲームボーイアドバンス用ソフト『コナミアーケードゲームコレクション』（2002年）、ニンテンドーDS用ソフト『コナミ アーケード コレクション』（2007年）に収録された他、2005年にはPlayStation 2用ソフトとしてオレたちゲーセン族シリーズにて発売され、2006年にはXbox 360用ソフトとしてXbox Live Arcadeにて、2019年にはPlayStation 4およびNintendo Switch用ソフトとしてアーケードアーカイブスにて配信された。
本稿では1984年に発表された続編の『タイムパイロット'84』についても述べる。

## ゲーム内容
レバーとショットボタンで自機を操作して、次々と現れる敵戦闘機（1機につき100点）を撃っていく。後述する爆弾（A.D.1910）・追尾ミサイル（A.D.1970及びA.D.1982）・UFOの敵弾（A.D.2001）もショットで破壊できる。敵機を56機撃ってから数秒経過するとボス敵機が出現するので、それに7発ショットを撃ちこむ（1発撃ちこむと300点）か、自機を体当たりさせると破壊できる（3,000点）。ボスを撃破するとステージクリアとなり、次の時代にタイムスリップする。自機が敵や敵の弾に当たるとミスで持ち機を1機失う。自機でボス機へ体当たりした場合、得点は入り、ステージクリアの扱いとはなるが、やはり持ち機を1機失う。全ての自機を失うとゲームオーバー。一定得点毎に自機が1機追加される（アーケード版では10000点で1機、以降50000点ごとに1機ずつ）。
また、ボーナス要素として、
- 「ギュギュギュギュギュン」の効果音とともに現れる敵編隊を一定時間内に全滅させると2,000点が加算。
- 時々現れるパラシュートを取ると1つ目1,000点、2つ目2,000点……で、最大1体で5,000点が加算。

がある。ただしこれらの要素はA.D.2001には登場しない（例外として、GBA版のA.D.2001にはパラシュートが登場する）。
ボスを倒さずに粘っていると敵の攻撃が激しくなっていくが、上限があるため撃墜されない限り永久パターンになる（どの面でも可能だが、難度の低い1～2面がなりやすい）。かつて、100万点以上もやったプレイヤーもいた（スコアが99万9,900点を超えると0点にリセットされるので、あまり意味のない行為である）。

## ステージ構成
- A.D.1910（ステージ1、6、11……）
  - 第一次世界大戦時代。敵機は複葉機。序盤ということもあり移動速度は遅め。爆弾が放物線を描いて飛んでくる（ショットで相殺可能、100点）のが特徴。ボスは飛行船。
- A.D.1940（ステージ2、7、12……）
  - 第二次世界大戦時代。敵機はプロペラ戦闘機。このステージのみ中ボス機が時々現れる（ショット3発で撃墜可能、1,500点）。ボスは大型プロペラ機。
- A.D.1970（ステージ3、8、13……）
  - ベトナム戦争時期。敵機はヘリコプター。このステージとA.D.1982は自機を追尾するミサイルが敵機から発射される（ショットで相殺可能、100点）。ボスは大型ヘリコプター。
- A.D.1982（ステージ4、9、14……）
  - 当ソフトリリースと同時期。敵機は現代型戦闘機。追尾ミサイルは勿論、移動速度も速めで自機に体当たりも仕掛けてくる。ボスは大型爆撃機。
- A.D.2001（ステージ5、10、15……）
  - 未来世界。敵機はUFO。トリッキーな動きをするのでショットが当てづらい。微妙にカーブを描く敵弾が曲者（このステージの敵弾は全てショットで相殺可能、100点）。ボスは大型UFO。

A.D.2001をクリアすると、そのまま難易度が上昇したA.D.1910から次の周回が始まる。スタッフロールやエンディングは一切ない。
MSX版（MSXコレクション含む）では、ステージ4の名前が「A.D.1984」に変更されている。

## 移植版
| No. | タイトル | 発売日                                                    | 対応機種                      | 開発元             | 発売元                     | メディア                                  | 型式                                   | 備考                                                       |
| --- | --- | --------------------------------------------------------- | ----------------------------- | ------------------ | -------------------------- | ----------------------------------------- | -------------------------------------- | ---------------------------------------------------------- |
| 1   | Time Pilot | 1983年8月                                                 | コレコビジョン                | コレコ             | コレコ                     | ロムカセット                              | 2633                                   |                                                            |
| 2   | Time Pilot | 1983年10月                                                | Atari 2600                    | コレコ             | コレコ                     | ロムカセット                              | 2663                                   |                                                            |
| 3   | タイムパイロット Time Pilot                                                                                              | 1984年1月 1984年                                          | MSX                           | コナミ開発部       | コナミ工業                 | ロムカセット                              | RC703                                  |                                                            |
| 4   | コナミゲームコレクションVol.3                                                                                            | 1989年4月                                                 | MSX                           | コナミ             | コナミ                     | フロッピーディスク                        | RA008                                  | ROM版の移植。 メーカー表示画面やタイトルロゴに差異がある。 |
| 5   | コナミアンティークス MSXコレクション Vol.3                                                                               | 1998年3月19日                                             | PlayStation                   | KCE東京            | コナミ                     | CD-ROM                                    | SLPM-86072                             | MSX版の移植                                                |
| 6   | コナミアンティークス MSXコレクション ウルトラパック                                                                      | 1998年7月23日                                             | セガサターン                  | KCE横浜            | コナミ                     | CD-ROM                                    | T-9530G                                | MSX版の移植                                                |
| 7   | コナミ80'sアーケードギャラリー Konami 80's AC Special                                                                    | INT 1998年11月                                            | アーケード                    | コナミ             | コナミ                     | 業務用基板                                | -                                      |                                                            |
| 8   | コナミ80'sアーケードギャラリー Konami Arcade Classics                                                                    | 1999年5月13日 1999年11月30日                              | PlayStation                   | コナミ             | コナミ                     | CD-ROM                                    | SLPM-86228 SLUS-00945                  | アーケード版の移植                                         |
| 9   | コナミアーケードゲームコレクション Konami Collector's Series: Arcade Advanced Konami Collector's Series: Arcade Classics | 2002年5月2日 2002年5月21日 2002年6月21日                  | ゲームボーイアドバンス        | コナミ             | コナミ                     | ロムカセット                              | AGB-AKCJ-JPN AGB-AKCE-USA AGB-AKCP-EUR | アーケード版の移植                                         |
| 10  | タイムパイロット | 2002年8月7日                                              | iアプリ                       | コナミ             | コナミ                     | ダウンロード （お得なサイト コナミ）      | -                                      |                                                            |
| 11  | タイムパイロット | 2002年11月13日                                            | J-スカイ （Javaアプリ）       | コナミ             | コナミ・モバイルオンライン | ダウンロード （コナミ J-APPLI）           | -                                      |                                                            |
| 12  | タイムパイロット | 2003年3月26日                                             | EZアプリ                      | コナミ             | コナミ・モバイルオンライン | ダウンロード （コナミアプリコレクション） | -                                      |                                                            |
| 13  | オレたちゲーセン族 タイムパイロット                                                                                      | 2005年7月21日                                             | PlayStation 2                 | ゴッチテクノロジー | ハムスター                 | CD-ROM                                    | SLPM-62644                             | アーケード版の移植                                         |
| 14  | タイムパイロット | INT 2006年8月30日                                         | Xbox 360                      | Backbone Vancouver | KDE                        | ダウンロード (Xbox Live Arcade)           | -                                      |                                                            |
| 15  | コナミ アーケード コレクション Konami Classic Series - Arcade Hits Konami Arcade Classics                                | 2007年3月15日 2007年3月27日 2007年10月26日 2007年10月29日 | ニンテンドーDS                | M2                 | KDE                        | DSカード                                  | NTR-A5KJ-JPN NTR-ACXE-USA NTR-ACXP-EUR | アーケード版の移植                                         |
| 16  | タイムパイロット | 2019年4月11日 2019年9月26日                               | PlayStation 4 Nintendo Switch | ハムスター         | ハムスター                 | ダウンロード （アーケードアーカイブス）   | -                                      | アーケード版の移植                                         |

一部移植版は、パラシュートで使用された赤い十字マークが赤十字マークと類似しているため、移植に際し無地のパラシュートに改変されている。

## スタッフ
- ゲームデザイン、グラフィックデザイン：岡本吉起
- ハードウェア設計、メインプログラム：播真隆秀[18]
- プログラム：有馬俊夫[1]、大山秀樹
- 音楽：井上正廣

## 評価
アーケード版
ゲーメストムック『ザ・ベストゲーム2』（1998年）では『名作・秀作・天才的タイトル』と認定された「ザ・ベストゲーム」に選定され、同書では本作がナムコより稼働された『ボスコニアン』（1981年）の発展系である事を指摘した他、当時シューティングゲームにおけるボムの概念が確立されていなかったために質素なイメージがあるとも指摘したが、「1ボタンだけで充分に楽しませてくれる点は評価したい」と肯定的に評価した。その他、1回ボタンを押すと弾が4発出るという機能を面白い点として挙げ、「間を置いて押せて楽ができた」と肯定的に評価した。
MSX版
ゲーム本『美食倶楽部バカゲー専科外伝 謎のゲーム魔境3』（2002年）にてゲームクリエイターのゾルゲ市蔵は個人的評価を85点（満100点）とした上で、本作がMSX以外の機種にほとんど移植されていないため貴重であると指摘した他、アーケード版からの全方位スクロールの再現度や自機が画面中央に固定されている事を逆手に取って中央に水色の四角を置いたグラフィックなどを称賛し、「かなりデキがいい」と絶賛した。

## その他
- 背景の雲はスプライトで描画しているが、ハードスペック的に多数のスプライトが描画できなかったことから、1つのスプライトの決まったオフセット位置に同じスプライトをミラー描画する機能（スプライトダブラー）をハード的に実装することで実現させた[25]。
- 自機が発射した弾はスプライトでは無くBGで描画されている[25]。
- 敵機の攻撃は、自機の真後ろの特定の角度範囲にいる敵機のみが攻撃するようになっていて、難易度調整はこの角度をどれくらい広げるかで行っている。この角度が広がったり閉じたりするのが、あたかも自機の後ろに後ろ向きのパックマンがいて口を開けたり閉じたりするようであることから、開発者は「パックマンの口」と呼んでいた[25]。

## タイムパイロット'84
『タイムパイロット'84』（タイムパイロット エイティーフォー、Time Pilot '84:Further into unknown world.）は、1984年6月にコナミから発売された業務用多方向スクロールシューティングゲーム。
1982年にリリースされた『タイムパイロット』の続編だが、前作が横視点の空中戦であったのに対し、本作では上方視点に変更され、世界観も近未来のサイバーな都市やクレーターを背景としている。ゲーム中においてボス撃破を起点に時間移動（インストカード上ではボス撃破後に時間が進むと表記）するが、特に目立った時代の移り変わりはない（面数も単にSTAGE○○と表示。ステージ開始時はただ延々とサイバー都市やクレーターが続くが、特定ステージ以降は色や一部背景が変化する）。360°全方向任意スクロールは継承しており、編隊撃破ボーナスも存在するが、1ステージ中に登場する敵のバリエーションが増えており難易度が高くなっている。
家庭用ゲーム機への移植は長らく行われていなかったが、アーケード版稼働開始から37年後の2021年5月27日にPlayStation 4およびNintendo Switch向けにアーケードアーカイブスにて初移植のうえ配信された。BGMは2004年にKONAMIが発売した「コナミミュージック名曲コレクション サンダークロス編」に収録されている。その他、映画『地獄のデビル・トラック』（1986年）に本作が登場するシーンがある。
本ゲームの開発については、当初は前作（タイムパイロット）のサブプログラマである有馬俊夫とデザイナーの岡本吉起によって進められていたが、キャラクターデザインが終わってようやくキャラクターが動き始めた段階で両名がコナミを退職したため、以降は別のスタッフによる独自の解釈で開発が進められて完成した。企画当初は360度自由に移動ができるゼビウスのようなゲームが想定されていた。

### ゲーム内容
レバーとショットボタン（バルカン）、ハイパーミサイルボタンで自機を操作して、次々と現れる敵を撃っていく。緑色のザコ敵はショットでしか破壊できず、青い地上敵や青い空中敵（装甲敵）はハイパーミサイルでしか破壊できない（仕様としては（ゲームタイトルに掛けた）ショット84発でも破壊は可能）。自機の前方に青い敵が来ると自動でロックオンがかかり、ロックオン中にハイパーミサイルボタンを押せばミサイルを発射（1度に2発発射可能）し、ロックオンした敵にヒットする。ある程度敵を撃破すれば警告音の後にボスが出現、ボスに対してショットは通用せず、ハイパーミサイルで撃破すれば1ステージクリア。自機が空中の敵や敵の弾に当たるとミスで持ち機を1機失う。すべて失うとゲームオーバー。一定得点毎に自機が1機追加される。
特定の何もないところをロックオンしたり、壊れる物を破壊していくと、1upや隠れキャラも出現する。
ボーナス要素として、
- 時々現れる緑色の敵編隊をショットで全滅
- 青色の地上敵編隊をハイパーミサイルで全滅
- 青色の空中敵編隊をハイパーミサイルで全滅
- 隠れキャラの地上敵をハイパーミサイルで破壊

がある。
パーフェクトボーナスは8,000点。
筺体基板の仕様上、56ステージで終了しループする(移植版でそれ以降を実装)。

### 移植版
| No. | タイトル            | 発売日        | 対応機種                      | 開発元 | 発売元     | メディア                                | 備考                         |
| --- | ------------------- | ------------- | ----------------------------- | ------ | ---------- | --------------------------------------- | ---------------------------- |
| 1   | タイムパイロット'84 | 2021年5月27日 | PlayStation 4 Nintendo Switch | コナミ | ハムスター | ダウンロード （アーケードアーカイブス） | 57ステージ以降の継続プレイ可 |